# Фюген, Ханс Норберт
Ханс Норберт Фюген (нем. Hans Norbert Fügen, 1925—2005) — немецкий социолог. Профессор факультета экономических и социальных наук Гейдельбергского университета. Автор трудов по социологии литературы. Составил многократно переиздававшуюся биографию Макса Вебера (1985, переизд. 1988, 1995, 1997)

## Труды
- Die Hauptrichtungen der Literatursoziologie und ihre Methoden: ein Beitrag zur literatursoziologischen Theorie (1964, переизд. 1966, 1968, 1970, 1974)
- Wege der Literatursoziologie (1968, переизд. 1971)
- Dichtung in der bürgerlichen Gesellschaft: 6 literatursoziologische Studien (1972)
- Vergleichende Literaturwissenschaft (1973)
- Gesellschaft und Literatur: Aufsätze zur Literatursoziologie (1994)

## Публикации на русском языке
- Тривиальная лирика: Кухонные песни // Новое литературное обозрение. 1996. № 22. С. 331-345. (Специальный выпуск: Другие литературы)